# Brette Taylor
Brette Taylor (Cincinnati, ...) è un'attrice e cantante statunitense.

## Cinema
- Il tempo di decidere (1998)
- Laws of Attraction - Matrimonio in appello (2004)

## Televisione
- Law & Order (1995)
- Spin City (1997)
- Law & Order: Special Victims Unit (2003)
- Law & Order: Criminal Intent (2006)
- Numb3rs (2007)
- Unforgettable (2014)
- Gotham (2014)
- Nashville (2014)